# Goliatgrouper
Goliatgrouper (Epinephelus itajara) är en saltvattensfisk som finns i västra och östra Atlanten samt östra Stilla havet. Den är den största arten i familjen havsabborrfiskar. 

## Utseende
Arten är en stor, grovt byggd fisk med brett huvud och små ögon. Ryggfenan är dubbel, den främre delen har 11 taggstrålar, den bakre 15 till 16 mjukstrålar, medan analfenan har 3 taggstrålar och 8 mjukstrålar. Grundfärgen är grå, grågrön, mörkgul eller brun med små, mörka fläckar på huvud, kropp och fenor. Mindre exemplar, under en meters längd, är livligare tecknade med 3 till 4 svaga, vertikala linjer på sidorna. Ungfiskarna är brungula med mörka fläckar och band.
Som mest kan den bli 250 cm lång och väga 455 kg, även om de flesta fiskar inte blir mycket längre än 150 cm.

## Vanor
Goliatgroupern uppehåller sig i salta till bräckta, kustnära vatten ner till ett djup av 100 m, nära rev, sjögräsbottnar, bland mangroverötter eller i flodmynningar. De gömmer sig gärna bland klippor, i grottor och skeppsvrak, där hanarna hävdar revir, både genom hotbeteende och genom att avge ett dovt, grymtande ljud med hjälp av simblåsan. Ungfiskarna lever framför allt i hål och andra gömställen i mangroveträsk.
Födan består av kräftdjur som mindre humrar, räkor och krabbor samt fiskar som papegojfiskar och stingrockor.
Utanför lektiden är arten solitär. Högsta konstaterade ålder är 37 år, men man uppskattar att utan fisketryck kan arten bli upp till 50 år gammal.

### Fortplantning
Hanarna blir könsmogna vid 4 till 6 års ålder, honor vid 6 till 7 år. Lektiden infaller under juni till december med en topp under juli till september i Mexikanska golfen, då 100-tals individer samlas på 10 till 50 meters djup.

## Betydelse för människan
Arten anses ha mycket gott kött och var länge en populär matfisk. Ett visst kommersiellt fiske förekommer fortfarande, tillsammans med ett betydande sportfiske. Stora exemplar har rapporterats försöka anfalla dykare.
Arten är klassificerad som akut hotad ("CR") av IUCN, underklassificering "A2d", och man beräknar att arten har minskat med 80% de senaste 40 åren. Den har visserligen skyddats i en del länder på senare år (USA 1990 och 1993 [det senare årtalet USA:s västindiska områden], Brasilien 2002) men faran för överfiske anses fortfarande aktuell. Främsta orsaker förutom över- och tjuvfiske är den låga tillväxten kombinerad med den förhållandevis höga åldern för sexuell debut.

## Utbredning
Utbredningsområdet omfattar västra Atlanten från Florida över Mexikanska golfen och Västindien till södra Brasilien, östra Stilla havet från Californiaviken till Peru samt östra Atlanten från Senegal till Kongoflodens mynning, sällsynt vid Kanarieöarna.